# Церетели, Василий Георгиевич
Василий Георгиевич Церетели (груз. ვასილ გიორგის ძე წერეთელი, 18 января 1862, Цхруквети — 23 октября 1937) — грузинский политик, врач и журналист.

## Биография
Из княжеской семьи. Брат — Михаил Церетели (1878—1965).
Среднее образование получил в Кутаиси, в 1884 году поступил в Новороссийский университет на факультет естественных наук. Был отчислен из университета в 1887 году (он был членом организации «Народная воля» и связан с Варламом Черкезишвили).
Вернувшись в Грузию, жил и работал в Батуми почти пять лет, был редактором русскоязычной газеты «Черноморский вестник».
В 1898 году окончил медицинский факультет Киевского университета.
По окончании работал врачом в Чиатуре, Тифлисе и Тианесите, с 1908 года в Кутаиси — руководителем Кутаисской поликлиники и учителем гигиены в Кутаисской гимназии.
В эти годы занимался активной публицистической деятельностью. Его письма часто публиковались в газетах Дроэба, Иверия, The Leaflet, Imereti, Georgia. В 1912 году он был одним из основателей газеты «Имерети», а затем её редактором. В 1916—1917 он был редактором популярных газет «Родина» и «Наша страна». Составил и опубликовал «Научно-философскую терминологию», которая была первым изданием такого рода на грузинском языке.
Вёл активную политическую деятельность, был членом Грузинской социал-федералистской партии с конца 1900-х годов, а в 1917 году при его непосредственном участии была основана Национально-демократическая партия, которая стала основой для программы, разработанной Ильей Чавчавадзе в 1905 году. Церетели был одной из самых выдающихся фигур в этой партии.
В конце 1890-х избран членом Грузинского общества грамотности.
В 1917 году избран в Национальное собрание Грузии.
26 мая 1918 года подписал Декларацию независимости Грузии.
После советизации Грузии (1921) остался в стране. В 1921—1926 годах был практикующим врачом в Кутаиси. С 1926 года жил и работал в Тбилиси. До 1930 года редактировал медицинский журнал «Джансахкомис моамбе».
Умер в возрасте 75 лет. Похоронен на Верийском кладбище в Тбилиси. К концу 1980-х годов большая часть кладбища была снесена в связи со строительством зданий рядом с кладбищем. Могила Василия Церетели была утрачена.
Сын — Георгий Церетели, учёный-востоковед, академик АН Грузинской ССР.